# کراسگار
کراسگار (به انگلیسی: Crossgar) یک روستا در بریتانیا است. کراسگار ۱٬۸۷۲ نفر جمعیت دارد.